# Середа, Евгения Витальевна
Евге́ния Вита́льевна Середа́ (20 мая 1978, Москва) — российский лингвист, морфолог, представитель структурно-семантического направления отечественного языкознания. Автор исследований по морфологии русского языка, а также учебников и учебных пособий по грамматике русского языка, стилистике и культуре речи; журналист, финалист профессионального конкурса "Учитель года" (Москва, 2000), член Российского союза писателей, член Лиги преподавателей высшей школы России, член РОПРЯЛ.

## Биография
Евгения Витальевна родилась в семье маркшейдера Виталия Григорьевича Середы, старший ребёнок в многодетной семье, москвичка в первом поколении.
С 1991 по 1994 год Евгения работает в театр-студии «ОАЗИС» (художественный руководитель — Инна Михайловна Заграевская), играет в спектаклях «Перо белое — перо чёрное», «Русалочка», «Цветок огня», «Наследник», «Про воина Мартти, его слугу Антса и красавицу Анелму» и пр.
В 1995 году поступает на дневное отделение филологического факультета Московского государственного педагогического университета им. В. И. Ленина (МПГУ им. В. И. Ленина; с 1996 г. — МПГУ), который с отличием заканчивает в 2000 г., здесь же параллельно заканчивает театральное отделение факультета общественных профессий на курсе Л. А. Довлатова (первоначально — дань «ОАЗИСу», позже — отличительная черта её манеры преподавания), пишет на кафедре современного русского языка (завкафедрой проф. Наталья Анатольевна Николина) кандидатскую и докторскую диссертации.
В годы учёбы в университете особо проявляются многосторонние научные и творческие интересы Евгении Витальевны. Вклад в культурную и общественную деятельность Е. В. Середы в жизнь МПГУ отмечен в антологии "На перекрестке времен и судеб", посвященной 150-летию Университета.

## Круг интересов
Педагогический университет привил Середе Е. В. неугасаемую любовь и уважение к учительской профессии: «учительствуя» с первого курса, она остаётся верной этой профессии на протяжении всех последующих лет. В 2000 году Е. В. Середа представляет МПГУ на конкурсе «Учитель года Москвы» в номинации «Дебют» и становится финалистом конкурса.
Даже посвятив свою научную деятельность теории языка, Е. В. Середа продолжает публиковать работы по методике обучения: выходят её публикации по методике преподавания русского языка, по интеграции и установлению межпредметных связей языка, литературы, истории и географии, в 2011 г. с совместным проектом (с И. С. Колечкиным) становится одним из победителей Первого открытого профессионального конкурса педагогов «Активные методы обучения в образовательном процессе». В 2023 и 2025 годах принимает участие во Всероссийском конкурсе "Золотые имена высшей школы".
Является автором учебных пособий «Морфология современного русского языка: место междометий в системе частей речи», «Культура речи: публичное выступление» (в соавторстве с Н. С. Шаталовой и Л. С. Шаталовой), «Стилистика военной речи» (в соавторстве с Н. С. Шаталовой), «Русский язык: функциональные стили», "Стили русского языка в реалиях XXI века", "Сентиметивные части речи" и пр.
В 2007 г. на базе интернет-школы «Просвещение» (НП «Телешкола») пишет сценарии электронных учебных модулей (ЭУМов) по предмету «Русский язык» (7 класс; для изучения на базовом уровне) в рамках реализации заказа Федерального агентства по образованию РФ (Рособразование) «Создание электронных образовательных ресурсов нового поколения, обеспечивающих реализацию программ основного общего и среднего (полного) общего образования в учреждениях общего, начального и среднего образования». В 2009 году там же работает над материалами для специализированных учебных модулей для организации дистанционного обучения учащихся основной школы по русскому языку для 9 классов.
В университете особо ярко проявился интерес Е. В. Середы к древним языкам и сопоставительному языкознанию. Евгения Витальевна в качестве специального факультатива для своих научных изысканий выбирает изучение церковнославянского языка: её преподавателем становится видный российский лингвист — проф. Александр Михайлович Камчатнов. Позже Е. В. Середа адаптирует известные на тот момент методики преподавания церковнославянского языка для преподавания в воскресных церковно-приходских школах с учётом практико-ориентированности, возраста учащихся и специфики выделяемого на изучение дисциплины в воскресных церковно-приходских школах учебного времени, а с 1996 года преподаёт эту дисциплину в воскресной школе (Храм пророка Илии на Новгородском подворье г. Москвы; в этом же храме вплоть до 2001 года Евгения Витальевна поёт в церковном хоре).
В 1997 году Е. В. Середа принимает участие в создании и переводе на церковнославянский язык (ЦСЯ) акафиста преп. Серафиму (Серафим (Роуз)) и Всем Святым, в земле Американской просиявшим. В 2024 году участвовала в составлении и переводе на ЦСЯ гимнографических текстов для Духовно-просветительского центра Владычнего женского монастыря г. Серпухов.
В стенах МПГУ пробуждается интерес Е. В. Середы к журналистике: в 1995 г. она поступает на вечернее отделение Факультета дополнительного профессионального образования (ФДПО) МПГУ на отделение журналистики, параллельно работает специальным и внешним корреспондентом в ряде периодических изданий («Педагогический университет», «Учительская газета», «Первое сентября (издательский дом)»). Позже, в 2002—2004 гг., преподаёт как тьютор курс «Теории и практики массовой информации» в Высшей школе управления, в 2023-2024 гг. - курс "Практическая стилистика и редактирование" для журналистов в Российском государственном социальном университете.

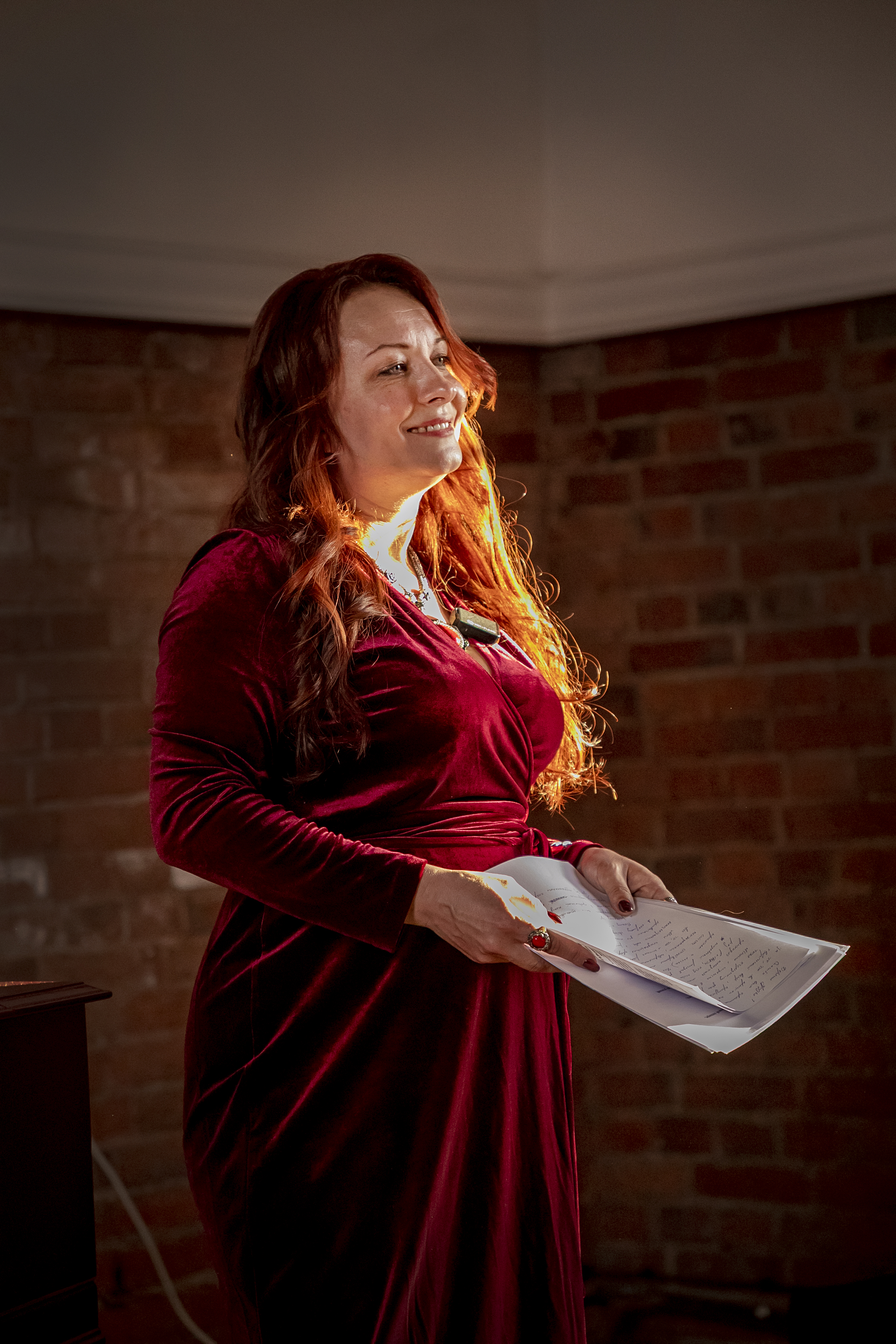
Евгения Середа на своём творческом вечере. 20 мая 2024 г., "Красный октябрь", Москва

Е. В. Середа с ранних лет проявляет себя и как поэт: ещё в годы учебы публикуется в газетах «Словесник», «Педагогический университет». В 2009 г. становится лауреатом международного поэтического конкурса «Золотая строфа», её стихи опубликованы в «Антологии русской поэзии» (выпускается под эгидой Российского союза писателей) за 2021 и 2024 гг., сборник стихов «МаринАманиЯ» был номинирован на национальную литературную премию «Поэт года» за 2022 г. и отмечен медалью "Федор Достоевский - 200 лет". Номинировалась на национальную премию "Лирика-2024". Сборник стихов "Примечания" принес Евгении Середе бронзовую медаль Цветаевой за вклад в развитие современной русской литературы (Российский союз писателей, 2023 г.). 
Также Евгения Середа награждена медалями "Святая Русь", "Николай Некрасов", "Михаил Лермонтов", "Александр Пушкин", "Александр Блок". В 2024 году награждена Звездой "Наследие" III степени от РСП и Дома Романовых.
Середа Евгения Витальевна серьезное внимание уделяет просветительской деятельности: является лектором «Российского общества Знание», диктором Всероссийской просветительской акции «Тотальный диктант» (2022, 2023, 2024 годы), лектором он-лайн проекта сообщества «Учителя года» «Школа, которая не делится на предметы», лектором проекта "Стажеры Минобрнауки России" (2025), участником просветительского проекта «Поезд знаний» (Боровичи, Казань) НП «Столичный учитель»; участником (в качестве эксперта-лингвиста) информационных и просветительских передач на телеканалах «Культура», «НТВ», «Россия-24» (2010-2019 годы); участником и организатором мероприятий РОПРЯЛ (Российского общества преподавателей русского языка и литературы), Лиги преподавателей высшей школы России и мероприятий Российского союза писателей.

## Научная деятельность
В годы обучения на филологическом факультете Е. В. Середа серьезно увлекается изучением интеръективов и процесса интеръективации. Интерес к такой структурно малозначимой и потому мало исследуемой части речи, как междометие, выводит Евгению Витальевну на проблемы взаимосвязи языка и мышления, на вопросы психологического воздействия междометий, на участников диалога и полилога, на проблемы межкультурной коммуникации, транспозиции в системе частей речи и явлений переходности в грамматике в целом.
Логично, что научным руководителем диссертационного исследования Е. В. Середы становится Вера Васильевна Бабайцева — основатель структурно-семантического направления в отечественном языкознании, автор фундаментальных исследований по явлениям переходности в грамматике русского языка. Она же позже соглашается стать научным консультантом Е. В. Середы в её работе над докторской диссертацией.
Евгении Витальевне Середе принадлежит термин "сентиметивные части речи" и модель классификации частей речи, учитывающая все явления переходности в современном русском языке и примирившая позиции представителей практической и общей лингвистики, а также совместившая полевой и ступенчатый принципы дифференциации. Такая схема позволяет наглядно иллюстрировать нахождение явления живого языка в иерархии сопоставимых единиц, а значит, помогает правильно поставить знаки препинания на письме, охарактеризовать возможное место рассматриваемой единицы в структуре предложения и описать модальность (объективную или субъективную) конкретной языковой единицы в речи.
Также практико-ориентированность научных интересов Е. В. Середы вылилась в создание подробного свода правил постановки знаков препинания при междометиях и омонимичных им явлениях.